# 문항
문항(文巷)은 경상남도 남해군 설천면 문항리, 문항마을 인근에 있는 어항이다. 2002년 8월 6일 어촌정주어항으로 지정하여 관리하고 있다. 시설관리자는 남해군수이다.

## 어항 연혁
- 옛날 어느 선비가 이 곳을 지나다 마을에서 글읽는 소리가 낭낭하니 참으로 부러운 마을이라고 문항(文巷)이라 부른데서 유래되었다고 한다.

## 어항 시설
- 선착장 L=116m, B=5.0m, 호안 L=470, B=6.0m

## 주요 어종
- 굴, 도다리, 노래미, 바지락, 낙지, 장어, 문어 등